# Elizabethtown-Kitley
Elizabethtown-Kitley est un canton dans l'est de l'Ontario, au Canada, dans les comtés unis de Leeds et Grenville. Le canton a été créé le 1er janvier 2001 par la fusion de l'ancien canton d'Elizabethtown et le canton de Kitley.

## Communautés
Le canton comprend les communautés de Addison, Bellamys, Bellamys Mills, Bells Crossing, Bethel, Butternut Bay, Crystal, Eloida, Fairfield, Fairfield East, Forthton, Frankville, Glen Buell, Greenbush, Hallecks, Hawkes, Hutton, Jasper, Jellyby, Judgeville, Lehighs Corners, Lillies, Linden Bank, Lyn, Manhard, Newbliss, New Dublin, Redan, Rocksprings, Seeley, Sherwood Springs, Spring Valley, Tincap et Toledo.

## Démographie
| 2001   | 2006   | 2011  | 2016  |
| ------ | ------ | ----- | ----- |
| 10 039 | 10 201 | 9 724 | 9 854 |